# 152-mm-Kanone M1910/34

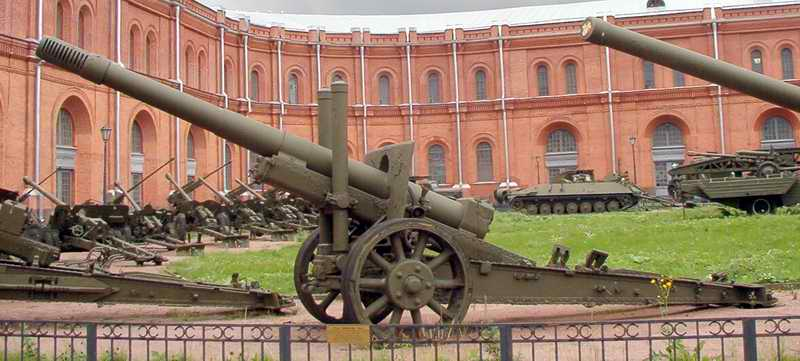
152-mm-Kanone M1910/34

Die 152-mm-Kanone M1910/34 ist eine in der Sowjetunion 1934 entwickelte Kanone. Sie entstand als Weiterentwicklung der 152-mm-Belagerungskanone M1910 (russisch 152-мм осадная пушка образца 1910 года). Die Kanone war ein weitreichendes Geschütz mit einem maximalen Rohrerhöhungswinkel von 45°. Dies führte dazu, dass sie gelegentlich auch als Kanonenhaubitze klassifiziert wurde.
In der NVA der DDR wurde die Waffe als 152-mm-Kanone Modell 1910/34 bezeichnet.

## Entwicklung
Die 152-mm-Belagerungskanone M1910 war von Schneider-Creusot für die Kaiserlich Russische Armee entwickelt worden. Eine erste Modernisierung des Geschützes hatte 1930 zur 152-mm-Kanone M1910/30 geführt. Dabei gelang es, einige Gefechtseigenschaften der Waffe zu verbessern. Unzureichend blieben jedoch die Beweglichkeit und der geringe horizontale Richtwinkel. Zur Lösung des Problems wurde die Rohrgruppe der 152-mm-Kanone auf die Lafette der 122-mm-Kanone M1931 (A-19) gesetzt. Ein erstes Versuchsmuster wurde ab dem 26. Mai 1934 erprobt. Diese Werkserprobung wurde in zwei Etappen bis zum 16. Januar 1935 fortgesetzt. Anschließend durchlief das Geschütz die Truppenerprobung. Die Erprobungen verliefen im Wesentlichen erfolgreich, so dass das Geschütz in die Bewaffnung der Roten Armee aufgenommen und die Serienproduktion beschlossen wurde. Während der Erprobungen wurde die Waffe zunächst als 152-mm-Haubitze M1932, später als 152-mm-Haubitze M1934 bezeichnet.
Die Produktion der Waffe begann 1934 in Perm. Im ersten Produktionsjahr wurden drei Geschütze hergestellt, im Folgejahr nochmals drei. Am 1. Januar 1937 waren 125 Kanonen verfügbar. Bis Jahresende wurden nochmals 150 Kanonen produziert, danach wurde die Produktion eingestellt.

## Konstruktion

### Geschütz
Die Rohrgruppe wurde praktisch unverändert von der 152-mm-Belagerungskanone M1910 übernommen. Das Rohr der Kanone besteht aus dem inneren Seelenrohr, dem äußeren Mantelrohr mit verschraubtem Bodenstück und einer Mündungsbremse. Das Geschütz hat einen Schraubenverschluss, eine hydraulische Rohrbremse und einen hydropneumatischen Rohrvorholer. Rohrbremse und Rohrvorholer sind nebeneinander unter der Rohr in der Wiege angeordnet. Die Richtantriebe befinden sich zu beiden Seiten des Rohres. Gerichtet wird das Geschütz manuell.
Die Spreizlafette wurde praktisch unverändert von der 122-mm-Kanone M1931 übernommen. Die Lafette hat große, hartgummibereifte Zwillingsräder, die mittels Blattfedern abgefedert wurden. Die Holme der Lafette waren eine genietete Konstruktion aus Profilstahl. An den Holmenden waren zwei Erdsporne angebracht. Die Federung wurde beim Spreizen der Holme nicht automatisch blockiert. Für den Marsch wurden die Holme der Lafette auf eine Protze aufgelegt. Da für das Feuern mit großer Rohrerhöhung Platz für den Rohrrücklauf benötigt wurde, musste das Rohr sehr weit nach vorn verlegt werden. Die Kopflastigkeit des Geschützes wurde durch zwei Federausgleicher ausgeglichen, die senkrecht zu beiden Seiten des Rohres vor dem Schutzschild standen.
Das Geschütz besaß einen kleinen Schutzschild, der die Besatzung hauptsächlich vor dem Mündungsfeuer der Kanone schützen sollte.

### Munition

Die für die 152-mm-Haubitzen entwickelte und beschaffte Munition konnte auch für die 152-mm-Kanone M1910/34 genutzt werden

Für das Geschütz konnte die vorhandene Munition des Kalibers 152 mm weiterverwendet werden. Darunter waren auch Munitionsarten, die für die Kaiserlich-Russische Armee in Russland hergestellt bzw. importiert wurden. Verschossen wurde getrennte Munition.

### Munitionsarten
| Munitionsarten                                         |                                               |                     |                          |                             |               |
| Typ                                                    | Bezeichnung                                   | Geschossgewicht, kg | Explosivstoffgewicht, kg | Anfangsgeschwindigkeit, m/s | Reichweite, m |
| panzerbrechende Geschosse                              |                                               |                     |                          |                             |               |
| Pfeilgeschosse ohne ballistische Haube                 | BR-540 (russisch БР-540)                      | 48,8                | 0,66                     | 600                         | 4000          |
| Geschosse mit ballistischer Haube (ab 1944 eingeführt) | BR-540B (russisch БР-540Б)                    | 46,5                | 0,48                     | 600                         | 4000          |
| panzerbrechend, Marine                                 | Baumuster 1915/28 (russisch обр. 1915/28 гг.) | 51,07               | 3,2                      | 573                         | 5000          |
| Hohhladungsgranaten                                    |                                               |                     |                          |                             |               |
| Hohlladung                                             | BP-540 (russisch БП-540)                      | 27,44               | ?                        | 680                         | 3000          |
| betonbrechende Granaten                                |                                               |                     |                          |                             |               |
| betonbrechende Granaten großer Reichweite (Haubitze)   | G-530 (G-530Sch) (russisch Г-530 (Г-530Ш))    | 40,0                | 5,1                      | ?                           | ?             |
| betonbrechende Granaten großer Reichweite (Kanone)     | G-545 (russisch Г-545)                        | 56,0                | 4,2                      | ?                           | ?             |
| Splittersprenggranaten                                 |                                               |                     |                          |                             |               |
| Granaten für Kanonen                                   |                                               |                     |                          |                             |               |
| Stahlgranate großer Reichweite                         | OF-540 (russisch ОФ-540)                      | 43,6                | 5,9–6,25                 | ?                           | ?             |
| Stahlgranate großer Reichweite                         | OF-540Sch (russisch ОФ-540Ж)                  | 43,6                | 5,9–6,25                 | ?                           | ?             |
| Spitzkopfgranate älterer Baumuster                     | F-542 (russisch Ф-542)                        | 38,1                | 5,86                     | ?                           | ?             |
| Spitzkopfgranate älterer Baumuster                     | F-542G (russisch Ф-542Г)                      | 38,52               | 5,83                     | ?                           | ?             |
| Granate älterer Baumuster                              | F-542SchG (russisch Ф-542ШГ)                  | 41,0                | 5,93                     | ?                           | ?             |
| Granate älterer Baumuster                              | F-542Sch (russisch Ф-542Ш)                    | 40,6                | 6,06                     | ?                           | ?             |
| Granate älterer Baumuster                              | F-542SchU (russisch Ф-542ШУ)                  | 40,86               | 5,96                     | ?                           | ?             |
| älteres Pfeilkopfgeschoss                              | F-542U (russisch Ф-542У)                      | 38,36               | 5,77                     | ?                           | ?             |
| Granaten für Haubitzen                                 |                                               |                     |                          |                             |               |
| weitreichende Stahlgranate                             | OF-530 (russisch ОФ-530)                      | 40,0                | 5,47–6,86                | ?                           | ?             |
| weitreichende Stahlgussgranate                         | OF-530A (russisch ОФ-530А)                    | 40,0                | 5,66                     | ?                           | ?             |
| ältere Granate                                         | F-533 (russisch Ф-533)                        | 40,41               | 8,0                      | ?                           | ?             |
| ältere Granate                                         | F-533K (russisch Ф-533К)                      | 40,68               | 7,3                      | ?                           | ?             |
| ältere Granate                                         | F-533N (russisch Ф-533Н)                      | 41,0                | 7,3                      | ?                           | ?             |
| ältere Granate                                         | F-533U (russisch Ф-533У)                      | 40,8                | 8,8                      | ?                           | ?             |
| Stahlgußgranate (französisch)                          | F-534F (russisch Ф-534Ф)                      | 41,1                | 3,9                      | ?                           | ?             |
| Mörsergranate Ausführung 1931                          | F-521 (russisch Ф-521)                        | 41,7                | 7,7                      | ?                           | ?             |
| Stahlgranate (englisch, für 152-mm Haubitze Vickers)   | F-531 (russisch Ф-531)                        | 44,91               | 5,7                      | ?                           | ?             |
| Schrapnelle                                            |                                               |                     |                          |                             |               |
| Schrapnell mit Verzögerungszünder 45 s                 | Sch-501 (russisch Ш-501)                      | 41,16–41,83         | 0,5 (680–690 пуль)       | ?                           | ?             |
| Schrapnell Т-6                                         | Sch-501T (russisch Ш-501Т)                    | 41,16               | 0,5 (680–690 пуль)       | ?                           | ?             |
| Leuchtgranaten                                         |                                               |                     |                          |                             |               |
| Fallschirmleuchtgeschoss (Leuchtzeit 40 s)             | S1 (russisch С 1)                             | 40,2                | ?                        | ?                           | ?             |
| chemische Granaten                                     |                                               |                     |                          |                             |               |
| chemische Splittergranate                              | OCh-540 (russisch ОХ-540)                     | ?                   | ?                        | ?                           | ?             |
| chemische Granate, Haubitze                            | ChS-530 (russisch ХС-530)                     | 38,8                | ?                        | ?                           | ?             |
| chemische Granate, Haubitze                            | ChN-530 (russisch ХН-530)                     | 39,1                | ?                        | ?                           | ?             |
| chemische Granate (erst nach Kriegsende eingeführt)    | SChS (russisch ЗХЗ)                           | ?                   | ?                        | ?                           | ?             |

### Wirkung panzerbrechender Geschosse
Wie fast alle sowjetischen Geschütze war auch die 152-mm-Belagerungskanone M1910 für den Kampf gegen Panzer im direkten Richten eingerichtet. Dies war jedoch nicht der primäre Einsatzzweck der Waffe, dazu war die Kanone zu groß und zu unbeweglich. Hohlladungsgranaten standen für die Kanone erst nach Ende des Zweiten Weltkrieges zur Verfügung. Die Granate BP-540 (russisch БП-540) durchschlug bei einem Auftreffwinkel von 90° 250 mm homogenen Panzerstahl, bei 60° 220 mm und bei 30° noch 120 mm.
| Wirkung panzerbrechender Geschosse.  |                            |                            |
| BR-540 (russisch БР-540)             |                            |                            |
| Reichweite, m                        | bei Auftreffwinkel 60°, mm | bei Auftreffwinkel 90°, mm |
| 500                                  | 105                        | 125                        |
| 1000                                 | 95                         | 115                        |
| 1500                                 | 85                         | 105                        |
| 2000                                 | 75                         | 90                         |
| BR-540B (russisch БР-540Б)           |                            |                            |
| Reichweite, m                        | bei Auftreffwinkel 60°, mm | bei Auftreffwinkel 90°, mm |
| 500                                  | 105                        | 130                        |
| 1000                                 | 100                        | 120                        |
| 1500                                 | 95                         | 115                        |
| 2000                                 | 85                         | 105                        |
| panzerbrechend, Marine Ausf. 1915/28 |                            |                            |
| Reichweite, m                        | bei Auftreffwinkel 60°, mm | bei Auftreffwinkel 90°, mm |
| 100                                  | 110                        | 136                        |
| 500                                  | 104                        | 128                        |
| 1000                                 | 97                         | 119                        |
| 1500                                 | 91                         | 111                        |
| 2000                                 | 85                         | 105                        |

## Technische Daten
| 152-mm-Kanone M1910/34        |                        |
| Allgemeine Eigenschaften      |                        |
| Klassifikation                |                        |
| Chefkonstrukteur              |                        |
| Bezeichnung des Herstellers   | 152-mm-Kanone M1910/34 |
| Hersteller                    |                        |
| Länge mit Protze              | 8.100 mm               |
| Breite                        | 2.340 mm               |
| Höhe                          | 1.990 mm               |
| Gewicht in Gefechtslage       | 7.100 kg               |
| Gewicht in Marschstellung     | 7.820 kg               |
| Marschgeschwindigkeit, Straße | 25 km/h                |
| Mannschaft                    | 1/7                    |
| Baujahre                      |                        |
| Stückzahl                     | 275                    |
| Rohr                          |                        |
| Kaliber                       | 152,4 mm               |
| Rohrlänge                     | 4.405 mm               |
| Höhe der Schusslinie          | 1.485 mm               |
| Feuerdaten                    |                        |
| Höhenrichtbereich             | −4 bis 45°             |
| Seitenrichtbereich            | 58°                    |
| Reichweite, maximal           | 15.600 m               |
| Mündungsgeschwindigkeit       | 665 m/s                |
| Feuerrate                     | 3–4 Schuss/min         |

## Einsatz
Die 152-mm-Kanone M1910/34 war eine insgesamt gelungene Modernisierung des Ursprungsmusters. Durch die Verwendung der Spreizlafette konnte die Beweglichkeit des Geschützes insgesamt gesteigert werden, insbesondere sank die Zeit für den Übergang von der Marsch- in die Gefechtslage und umgekehrt. Durch die Lafettenkonstruktion konnte der horizontale Richtwinkel vergrößert werden, was die Möglichkeiten zur schnellen Verlegung des Feuers verbesserte. Damit war auch ein Einsatz im direkten Richten gegen Panzer möglich geworden. Durch die Vergrößerung des vertikalen Richtwinkels um 5° erhöhte sich die Reichweite der Kanone. Dennoch wies das Geschütz einige Unzulänglichkeiten auf. Das Fehlen der automatischen Blockierung der Federung beim Spreizen der Holme ebenso wie der Federausgleicher verlängerten die Zeiten vom Übergang aus der Marsch- in die Gefechtslage unnötig. Die Kombination des Ausgleichsmechanismus mit dem vertikalen Richtantrieb führte zu geringen vertikalen Richtgeschwindigkeiten. Der maximale Rohrerhöhungswinkel von 45° wurde ebenso als unzureichend betrachtet. Daher wurden die Modernisierungen der Waffe fortgesetzt, die letztendlich zur 152-mm-Kanonenhaubitze M1937 (ML-20) führten. Zu Beginn des Zweiten Weltkrieges war die Kanone dennoch eine moderne Waffe.

### Einsatz in der Roten Armee
Die 152-mm-Kanone M1910/34 wurde in der Roten Armee in den Artillerietruppenteilen der Armeekorps und der Reserve des Oberkommandos zusammen mit der 152-mm-Kanonenhaubitze M1937 (ML-20) eingesetzt. In den schweren Artillerieregimentern der Reserve des Oberkommandos waren je 24 152-mm-Kanonen vorgesehen. Zu Beginn des Großen Vaterländischen Krieges verfügte die Rote Armee über 146, nach anderen Quellen über 275 Geschütze. Die Geschütze wurden in verschiedenen Kampfhandlungen eingesetzt, es sind jedoch keine detaillierten Berichte über den Einsatz überliefert.

### Einsatz in der Wehrmacht
Von der Wehrmacht während des Zweiten Weltkrieges erbeutete Geschütze wurden von dieser als 15,2 cm K.433/2(r) genutzt.

### Einsatz in der KVP
Die Kasernierte Volkspolizei erhielt zwischen 1954 und 1956 insgesamt sechzehn Geschütze. Die Waffen wurden in den Artillerieregimentern der beiden Territorialverwaltungen eingesetzt. Da die Aufstellung militärischer Verbände in Deutschland zum damaligen Zeitpunkt nicht erlaubt war, wurden militärische Begriffe weitgehend vermieden. So wurden die Artilleriebereitschaften als B-Bereitschaften bezeichnet. Die B-Bereitschaften hatten dabei die Struktur eines Artillerieregimentes, waren personell jedoch nicht voll aufgefüllt. Jede Territorialverwaltung erhielt sieben Geschütze, die beiden restlichen Geschütze wurden den Ausbildungseinrichtungen der Territorialverwaltungen zugewiesen.

### Einsatz in der NVA

Struktur der Artillerietruppenteile eines Militärbezirkes der NVA 1956

Die NVA übernahm die sechzehn Geschütze von der KVP. Die Kanonen wurden in den Kanonen/Kanonenhaubitzenabteilungen der Artillerieregimenter der Militärbezirke eingesetzt. Dort war sie aber nur Ersatzbewaffnung für die nicht in ausreichender Anzahl vorhandenen 152-mm-Kanonenhaubitzen M1937 und 152-mm-Haubitzen M1943. Nach 1960 wurden die Geschütze ausgesondert.